# Ehretia parallela
Ehretia parallela là loài thực vật có hoa trong họ Ehretiaceae. Loài này được C.B.Clarke mô tả khoa học đầu tiên năm 1883.